# Thomas Odukoya
Thomas Ayodele Odukoya (Amsterdam, 5 mei 1997) is een Nederlandse professionele American football tight end voor de Tennessee Titans in de National Football League (NFL). Vanuit Nederland speelde hij college-football bij West Hills–Coalinga, Garden City en Eastern Michigan en sloot hij zich in 2022 aan bij de Titans als onderdeel van het International Player Pathway Program (IPPP).

## Jonge jaren
Odukoya werd geboren op 5 mei 1997 in Amsterdam en groeide op in Almere. Hij werd geboren uit een Nederlandse moeder en een Nigeriaanse vader. Hij speelde als kind voetbal, maar stopte met de sport voordat hij naar de middelbare school ging.  Op 16-jarige leeftijd werd hij meegenomen naar een training van het Amerikaanse footballteam Flevo Phantoms en werd hij 'direct verliefd' op de sport vanwege wat hij 'de pure gewelddadigheid van het spel en de fysieke kant ervan' noemde.
Odukoya speelde drie seizoenen in twee jaar voor de Phantoms, een team van negen spelers, terwijl hij naar Daltonschool Helen Parkhurst ging.  Meestal speelde hij voor de Phantoms als defensive end en offensive lineman. Hij noteerde 22 sacks in één seizoen en werd uitgeroepen tot Nederlands meest waardevolle speler, en werd ook geselecteerd voor het Nederlands American Football Team.

## College-carrière
Omdat hij in de Verenigde Staten wilde voetballen, zocht Odukoya naar mogelijkheden om een jaar college-football te spelen. Hij plaatste een YouTube-video met highlights van zichzelf en sloot zich aan bij een Facebook-groep die zich toelegde op het helpen van buitenlandse spelers bij het verdienen van sportbeurzen.  Hij realiseerde zich dat hij op een junior college moest beginnen, omdat hij geen SAT- of ACT-tests had afgelegd. Hij sloot zich aan bij West Hills College Coalinga in Californië voor het seizoen 2016 en ging op de positie van tight end spelen. Hij noteerde 15 recepties voor 184 yards en twee touchdowns, en werd uitgeroepen tot all-conference.
Odukoya stapte in 2017 over naar Garden City Community College in Kansas, maar brak zijn voet in de tweede wedstrijd van het seizoen en moest het seizoen staken. In 2018 kon hij zich aansluiten bij de FBS Eastern Michigan Eagles en speelde uiteindelijk vier seizoenen voor hen. Hij werd voornamelijk gebruikt als blokker en speelde acht wedstrijden voor Eastern Michigan in 2018 voordat hij in 13 wedstrijden verscheen in 2019, zes in coronajaar 2020 en 13 in zijn laatste seizoen, 2021. Hij werd in 2021 als senior benoemd tot aanvoerder van het team en werd geselecteerd voor het derde team van de conferentie nadat hij 13 catches voor 130 yards en twee touchdowns had gepost. Odukoya beëindigde zijn periode bij Eastern Michigan met 40 gespeelde wedstrijden en 21 catches voor 194 yards en vier touchdowns, en werd beloond met een uitnodiging voor de Hula Bowl all-star game aan het einde van zijn collegecarrière.

## Professionele carrière
Nadat hij niet werd geselecteerd in de NFL-draft van 2022, sloot Odukoya zich aan bij de Tennessee Titans via het International Player Pathway Program (IPPP). Op 10 januari 2023 tekende Odukoya een reserve-/toekomstcontract met de Titans.
In het tussenseizoen van 2023 kreeg hij lof van hoofdcoach Mike Vrabel, die zei dat ze "geluk" hadden gehad met het vinden van hem. Op 29 augustus 2023 werd hij gecut voor de laatste selectiewijzigingen vóór de start van het seizoen 2023, maar de volgende dag tekende hij bij de oefenploeg. Na afloop van het reguliere seizoen van 2023 tekende hij op 8 januari 2024  een reserve-/toekomstcontract bij de Titans.
In de laatste oefenwedstrijd van de Titans in 2024 tegen de New Orleans Saints maakte Odukoya een touchdown-reddende tackle op Saints-returner Samson Nacua, waarbij Fox News opmerkte dat hij "in totaal meer dan 150 yards leek te rennen" om de play te maken. Daarna maakten de Titans op 27 augustus bekend dat hij was opgenomen in de selectie van 53 spelers van het team voor het seizoen 2024. Dit maakte hem de eerste in Nederland geboren NFL-speler in 24 jaar. Odukoya maakte zijn NFL-debuut in de special teams, in week 7 toen de Titans het opnamen tegen de Buffalo Bills in het Highmark Stadium. Op 2 november 2024 werd uit het actieve team gehaald en opnieuw gecontracteerd bij de oefenploeg. Op 7 december werd Odukoya voor een game gepromoveerd naar het roster om hem special teams te laten spelen in de wedstrijd tegen de Jacksonville Jaguars. Op 15 december werd hij opnieuw gepromoveerd en speelde hij in de special teams en in de aanval tegen de Cincinnatti Bengals.